# کاراگولوو
کاراگولوو (انگلیسی: Karagulovo) یک شهرک در شهرستان سالاواتسکی استان باشقیرستان کشور روسیه است.